# Adenoglossa
Adenoglossa is een geslacht uit de composietenfamilie (Asteraceae). Het geslacht telt een soort die endemisch is in Zuid-Afrika.

## Soorten
- Adenoglossa decurrens (J.Hutch.) B.Nord.